# Kommissija

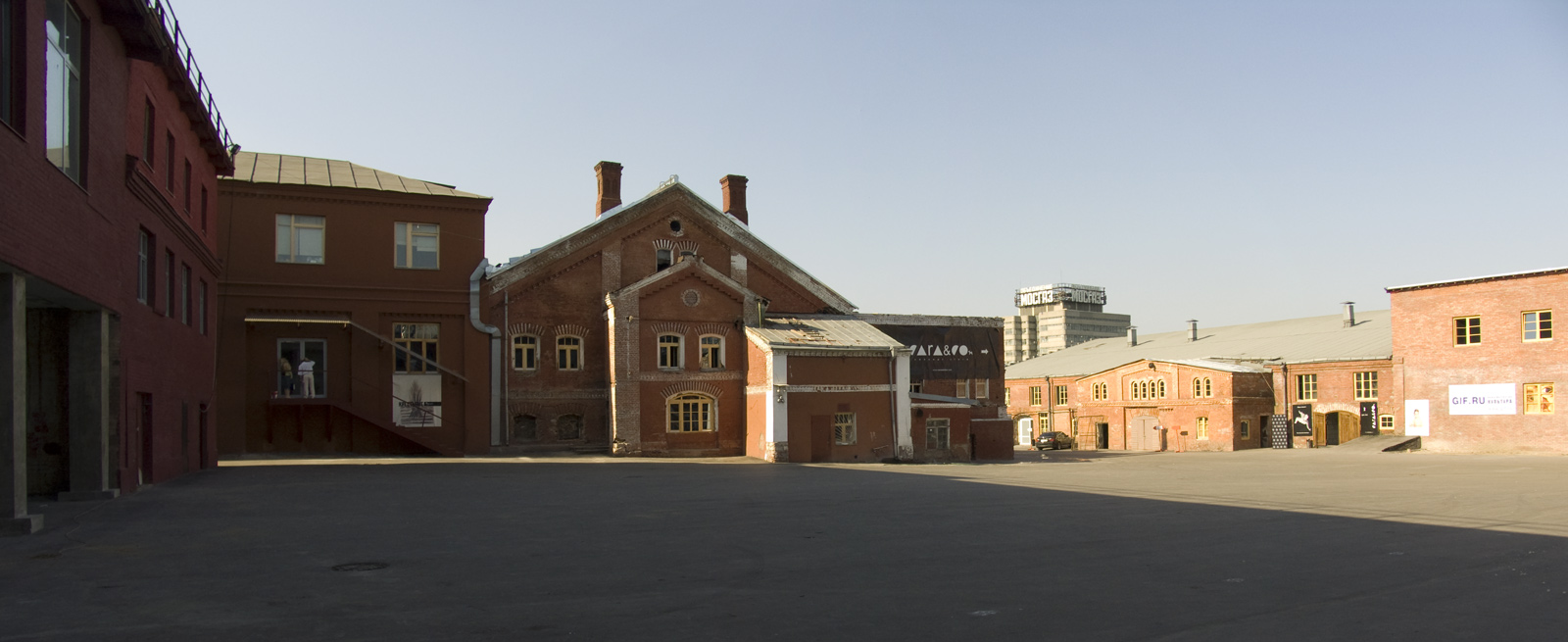
Winzavod, Moskvas center för samtida konst, där Kommissijafestivalen håller till ibland.

Kommissija (på ryska: КомМи́ссия; engelska: KomMissia) är en årlig internationell seriefestival i Moskva. Den startades 2002 och äger vanligtvis rum i slutet av april eller början av maj.

## Historia
Initiativet till Kommissijafestivalen togs 2001. Initiativet kom från serieskaparen och serieaktivisten Pavel Suchich alias Chichus samt utställningskuratorn Natasja Monastyreva,, assisterade av agenturen ”CreAGen” och serieförlagens förening i Ryssland. Målsättningen var att lyfta fram och utveckla seriekonsten i Ryssland, ett land med en outvecklad serieutgivning. Den första Kommissijafestivalen ägde sedan rum 1–10 februari 2002. Festivalen var från början tänkt som en engångsföreteelse, men har blivit ett årligt evenemang.
Sedan år 2003 har festivalen flyttats fram till våren, i slutet av april eller början av maj. Sedan 2005 ingår en fanzinmässa med försäljning av egenproducerade serier. År 2007 döptes festivalen om för att hedra en av festivalens första organisatörer – Natasja Monastyreva – och fick namnet Moskvas internationella seriefestival till minne av Natasja Monastyreva. Detta år togs huvudansvaret av arrangemanget över av Sichuch.
Festivalen äger ofta rum på eller kring Winzavod och M'ARS, två av Moskvas center för samtida konst. Detta har varit fallet bland annat 2006, 2008 och 2011. 2013 besöktes festivalen bland annat av ett antal serieskapare från Belgien och Norge.
I festivalprogrammet ingår tävlingar, utställningar av de tävlandes bidrag, inbjudna serietecknare som håller i teckningskurser och ställer ut (utom tävlan) och förlag. Under årens lopp har franska Jean Giraud och Chantal Montellier Range Murata, Ljudmila Petrusjevskaja med flera deltagit. 2008 arrangerades en utställning över den italienska detektivserien Diabolik.
Kommissija var vid starten den första seriefestivalen i Ryssland. Den har senare fungerat som förebild för seriefestivaler i Sankt Petersburg (Boomfest, grundad 2007) och i ukrainska Kiev (2005).

### Kommissija 2015

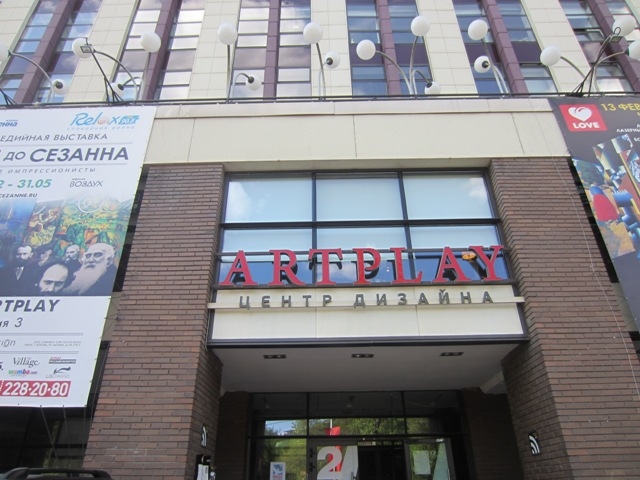
KomMissija år 2015 i designcentret Artplay

2015 års seriefestival i Moskva pågick 1-12 maj. Inbjudna internationella gäster var Olivier Kugler, Tyskland, Brian Bolland, Storbritannien, Rodney Ramos, USA, Damien Cuvillier, Frankrike, Jose Roosevelt, Schweiz, He He Wu, Kina, Timo Mäkelä, Finland, Barly Baruti, Belgien och Damion Scott, USA.

### Kommissija 2016
Ägde rum 16 - 22 maj på Allryska utställningscentret, även känt under sitt tidigare namn VDNH ett permanent utställnings- och mässområde i norra Moskva,

## Tävlingar och priser
Alla, vars bidrag motsvarar antagningskraven och som inte deltagit tidigare, kan delta i festivalens tävlingar. Bidragen ska lämnas in senast 1 april. Tävlingsbidragen ställs ut på festivalens webbplats innan festivalen börjar (webbplatsbesökarna kan rösta på bidragen), och därefter på stadens utställningsplatser. Festivalarrangörerna väljer ut vilka bidrag som ställs ut. Fram till år 2009 bestod juryn av tre professionella bedömare – en journalist, en författare och en konstnär. År 2009 prövade man med att även låta tidigare års vinnare rösta.

## Priser
Festivalens hederspris är Grand Prix, som kan tilldelas oberoende av övriga nomineringar och genrer. Priser utdelas även till nominerade vad gäller:
- Bästa seriemanus
- Årets album
- Bästa manga
- Bästa seriestripp
- Bästa fotoserie
- Bästa superhjälteserie
- Natasja Monastyreva-priset

Dessutom delas priset "Åskådarnas favorit" ut. Den baserar sig på röster lagda på festivalens webbplats.
Under årens lopp har antalet nominerade varierat. Dessutom finns priser som instiftats av festivalens sponsorer.